# Episodi di Drunk History (prima stagione)
La prima stagione della serie televisiva Drunk History, composta da 8 episodi, è stata trasmessa negli Stati Uniti, da Comedy Central, dal 9 luglio al 27 agosto 2013.
In Italia la stagione è stata trasmessa dal 14 aprile al 26 maggio 2025 su Comedy Central.
| nº | Codice di produzione | Titolo originale | Titolo italiano | Prima TV USA   | Prima TV Italia |
| -- | -------------------- | ---------------- | --------------- | -------------- | --------------- |
| 1  | 102                  | Washington, D.C. | Washington D.C. | 9 luglio 2013  | 14 aprile 2025  |
| 2  | 103                  | Chicago          | Chicago         | 16 luglio 2013 | 14 aprile 2025  |
| 3  | 104                  | Atlanta          | Atlanta         | 23 luglio 2013 | 21 aprile 2025  |
| 4  | 101                  | Boston           | Boston          | 30 luglio 2013 | 28 aprile 2025  |
| 5  | 105                  | San Francisco    | San Francisco   | 6 agosto 2013  | 5 maggio 2025   |
| 6  | 106                  | Detroit          | Detroit         | 13 agosto 2013 | 12 maggio 2025  |
| 7  | 108                  | Nashville        | Nashville       | 20 agosto 2013 | 19 maggio 2025  |
| 8  | 107                  | The Wild West    | Il Far West     | 27 agosto 2013 | 26 maggio 2025  |